# Wii Sports Resort
Wii Sports Resort (ook wel Wii Sports 2) is een sportspel voor de Wii spelcomputer van Nintendo. Het is op 24 juli 2009 in Europa uitgekomen, en was het vervolg op het in juli 2008 best verkochte Wii-spel Wii Sports.
Bij het spel wordt de Wii MotionPlus-accessoire geleverd, omdat die verplicht is om het spel te spelen. De accessoire zorgt ervoor dat de bewegingen van de speler beter geregistreerd worden.
In Japan werden er in de eerste twee weken na lancering 514.000 exemplaren verkocht.

## De sporten
Net als in Wii Sports worden in dit spel competities tussen familie en vrienden gehouden. Er zijn 12 sporten in het spel beschikbaar, daarnaast zijn er 10 nieuwe sporten. De sporten die te beoefenen zijn:
- zwaardvechten
- golfracen (racen op een waterscooter)
- frisbee
- boogschieten
- wakeboarden
- tafeltennis
- kajakken
- wielrennen
- bowlen
- golf
- basketbal
- luchtsport (dat bevat Skydiving, waarmee de speler uit een vliegtuig springt en zo veel mogelijk Mii-poppetjes moet vasthouden voor een foto, Island Flyover waarmee de speler een vliegtuig moet besturen en door bezienswaardigheden op Wuhu Island moet vliegen, en Dog Fight, een multiplayermodus.

### Werking
Het spel werkt met Mii's die door de gebruikers aangemaakt kunnen worden, zoals ook in de voorganger Wii Sports. De speler kiest een Mii-poppetje uit en per sport, en zelfs per onderdeel, wordt een niveau bijgehouden. Dit is vanaf 0 tot meer dan 1000. Wanneer niveau 1001 wordt bereikt, is de speler gepromoveerd tot Promember. Dan krijgt de speler een zilveren medaille naast zijn of haar naam. 2000 is het Superstar Level. Het niveau kan stijgen tot 2500, daarna blijft het constant. Er zijn ook weer gastMii's beschikbaar, die voor gasten zijn en waar geen records worden opgeslagen. Twee sporten uit Wii Sports zijn er ook weer, namelijk Golf en Bowling. Wel zijn deze in een nieuw gebouw gezet en zijn er zelfs bij Bowling nieuwe functies gekomen, zoals 100 kegeltjes omver bowlen. Bij golf zijn er nieuwe en oude parkoersen beschikbaar. Het golfen wordt gedaan op Wedge Island, een stukje verder van Wuhu Island, te bereiken via Island Flyover.

### Stamps
In het spel kan men bij elke sport, bij elk onderdeel 5, meerdere of mindere stamps (stempels) verdienen. Als diegene iets uitzonderlijks heeft gedaan, zoals een strike van 100 pins, wordt dat beloond met een stamp.

## Wuhu Islands
Wii Sports Resort speelt zich af op Wuhu Islands, een tropische eilandengroep. De Wuhu Islands bestaan uit het grote Wuhu Island, waar de meeste sporten worden beoefend, Wedge Island, waar gegolfd wordt, en nog een paar kleine eilandjes. Op Wuhu Island staat een grote vulkaan. Die is nog actief, maar is al heel lang niet meer uitgebarsten. Ook vind je op Wuhu Island een klein stadje, een kasteel, een waterval, een hotel en een groot strand. Het eiland is gebaseerd op het eiland van Wii Fit, dat toen nog Wiifitty Island heette. In een interview met de makers van Wii Sports Resort zeiden ze dat ze in toekomstige spellen ook dit eiland zullen gebruiken. En dat is ook uitgekomen. In 2009, twee maanden na Wii Sports Resort, kwam Wii Fit Plus uit. Aan het begin van 2011 kwam het eiland weer voor in PilotWings Resort, het debuut op de 3DS van Wuhu Island. Verder kwam het eiland ook nog voor in Mario Kart 7, Mario Kart 8 Deluxe, Super Smash Bros. voor 3DS en Wii U en Super Smash Bros. Ultimate.

## Wii MotionPlus
Dankzij de Wii MotionPlus, die bij het spel wordt inbegrepen, heeft men een betere controle over het spel. Het is een blokje wat aangesloten kan worden op de Wii Remote. De Wii MotionPlus bevat wel nog steeds een connector waarmee je de Nunchuk of Classic Controller kan aansluiten. De Wii MotionPlus is alleen compatibel met spellen ontworpen voor gebruik met de Wii MotionPlus, wat Wii Sports Resort is.

## Trivia
- Het spel is opgenomen in het boek 1001 Video Games You Must Play Before You Die van Tony Mott.